# کردهای ترکیه

رنگ قرمز درصد جمعیت کرد نسبت به باقی جمعیت ترکیه در مناطق است (قرمز کمرنگ نشان‌گر درصد جمعیت پایین‌تر می‌باشد)

کردها در کشور ترکیه گروهی از ترکیب جمعیتی این کشور را تشکیل می‌دهند و دو سوم آن‌ها در جنوب غربی ترکیه و بقیه در ناحیه آناتولی مرکزی، استانبول، آنکارا، ازمیر و اردهان ساکن هستند. کردهای ترکیه در استان‌های زیادی از شرق، جنوب شرقی و حتی مرکز ترکیه مستقر هستند. شاخص‌های توسعه این مناطق وضعیت بسیار نامناسبی را به‌تصویر می‌کشد. نرخ مهاجرت به خارج از محل زندگی نیز بسیار بالا است. نرخ بیکاری در این مناطق بیش از دیگر مناطق کشور است و در سال ۲۰۱۰ بالای ده درصد بود. بخش صنعت و حتی گردشگری در این استان‌ها از رونقی برخوردار نیست. شاخص توسعه انسانی و نیز فقر عمومی در این مناطق بالاتر از معدل کشوری است. از سال ۱۹۹۰ مهاجرت اجباری از جنوب شرقی ترکیه، میلیون‌ها کرد را به شهرهایی مانند استانبول، آنکارا و ازمیر آورد. جمعیت کردها در استانبول بین ۳ تا ۴ میلیون نفر تخمین زده می‌شود (سال ۱۹۹۷). همچنین طبق تخمین دیگری جمعیت کردها در استانبول، آنکارا، ازمیر و سایر شهرهای بزرگ (به جز استان‌های کردنشین ترکیه) در حدود ۳۵ درصد کل جمعیت کردهای ترکیه است که چیزی حدود ۶ تا ۸ میلیون می‌باشد.

مناطق با اکثریت کردی در ترکیه

از زمان روی کار آمدن جمهوری ترکیه در ۱۹۲۳، کشتارهایی همچون کشتار درسیم و کشتار زیلان گه‌گاه در برابر کردها صورت گرفته است. دولت ترکیه در تلاشی برای انکار وجود کردها، تا سال ۱۹۹۱ آنان را «ترک‌های کوهستانی» می‌نامید و واژه‌هایی همچون «کرد»، «کردستان»، و «کردی» به‌طور رسمی در دولت ترکیه ممنوع شدند. پس از کودتای نظامی ۱۹۸۰، زبان کردی به‌طور رسمی در محافل عمومی و خصوصی ممنوع گشت. بسیاری از کسانی که به این زبان تکلم می‌کردند، مطلب منتشر می‌ساختند یا آواز می‌خواندند، دستگیر و به زندان افکنده شدند. از سال ۱۹۹۱ که این ممنوعیت برداشته شد، جمعیت کرد ترکیه در تلاش بودند تا زبان کردی در مدارس تدریس شود. از دهه ۱۹۸۰، جنبش کردها هم شامل فعالیت‌های سیاسی صلح‌جویانه برای کسب حقوق شهروندی ساده در ترکیه و شامل شورش‌های مسلحانه و جنگ‌های چریکی، نظیر حمله به غیرنظامیان و پایگاه‌های نظامی ترکی بوده است که هدف از آنها تشکیل یک حکومت کردی مستقل بوده است. بر طبق یک نظرخواهی در ترکیه، ۵۹ درصد کسانی که خودشان را کرد معرفی کردند، بر این باور بوده‌اند که کردها در ترکیه به دنبال تشکیل حکومتی مستقل نیستند (در مقابل حدود ۷۱ درصد ترک‌ها بر این باور بوده‌اند که کردها قصد جدایی دارند).
در مناقشه دولت ترکیه و PKK، شهرها و روستاهای کردنشین مورد تحریم غذایی قرار گرفتند. موارد زیادی وجود دارد که در آنها کردها به اجبار نیروهای امنیتی ترک از روستاهای خود بیرون رانده شدند. گفته‌شده بسیاری از روستاها آتش زده شده یا نابود شدند. در تمام دهه ۱۹۹۰ و ۲۰۰۰، فعالیت حزب‌های سیاسی کردها ممنوع بود. در ۲۰۱۳، آتش‌بسی برقرار شد که تا ژوئن ۲۰۱۵ برقرار بود، تا اینکه تنش‌ها بین دولت ترکیه و PKK به خاطر مداخله ترکیه در جنگ داخلی سوریه مجدداً برقرار شد.

## ترکیه ۱۹۳۰: سیاست جداسازی کودکان کُرد از خانواده
«شکری کایا» وزیر داخلی وقت ترکیه (۱۹۳۷ میلادی) در گزارش خود ادعا می‌کند که کردهای درسیم هویتی مابین ترک و کرد دارند، اما به علت مجاورت با کردهای کرمانج به زبان کردی و مذهب‌های شیعه، علوی و بکتاشی گرایش پیدا کرده‌اند. وی در نامه‌ای که به وزیر فرهنگ وقت می‌نویسد خواستار تأسیس مدارس شبانه‌روزی برای کودکان درسیم به منظور جدا ساختن آن‌ها از خانواده‌هایشان می‌شود. در این گزارش چنین آمده بود:
«مردم درسیم به علت تماس و مجاورت با افرادی که به زبانی موسوم به کرمانجی متکلم‌اند، هرروز بیشتر از زبان مادری‌شان [ترکی] فاصله گرفته‌اند. به همین دلیل نیز تشیع، علوی‌گری و بکتاشی گری در بین این مردم رواج پیداکرده است. هرچند مردم درسیم مانند کردها تکلم می‌کنند اما هنوز شخصیت و کارکتر کردی به خود نگرفته‌اند و سعی دارند آن را شکست دهند. درواقع آن‌ها اجتماعی هستند که مابین کرد و ترک گیرکرده‌اند. شایان تأسف است که زنان درسیم زودتر از مردان روند کرد شدن را آغاز کرده‌اند. دلیل این امر هم عدم حضور زنان در جامعه و انزوای محیطی آن‌ها است؛ بنابراین برای این مردم که خون ترک در رگ دارند باید با تدابیر ما به هویت واقعی خود یعنی ترکی بازگردند. برای این منظور نیز وزارتخانه ما بر این باور است که ایجاد و گسترش مدارس شبانه‌روزی (دختران و پسران) ضروری و بایسته است.
وزیر داخله، ش. کایا».
بعد از کشتار وسیع سال‌های ۱۹۲۰–۱۹۳۰ کردها در ترکیه واژه کرد، بکلی در زبان ترکی منسوخ گردید و گاهی به جای کلمه کرد، از ترک کوهی استفاده می‌شد.
محمود اسد، وزیر دادگستری ترکیه در سپتامبر ۱۹۳۰ در نطقی که به مناسبت انتخابات ایراد کرد، در مورد کردها چنین گفت:
«ما در ترکیه، کشوری که بیشتر از همه ممالک دنیا از آزادی برخوردار است زندگی می‌کنیم… دراین مملکت تنها ملت ترک حاکم و فرمانروا است و ما برای اقوام غیرترک تنها یک حق می‌توانیم قائل باشیم و آن اینکه خدمتگزار باشند، حق آن که برده باشند. بگذارید دوست و دشمن این حقیقت را درک کنند و کوه‌ها هم بر این مطلب واقف باشند.»

## رشد جمعیت

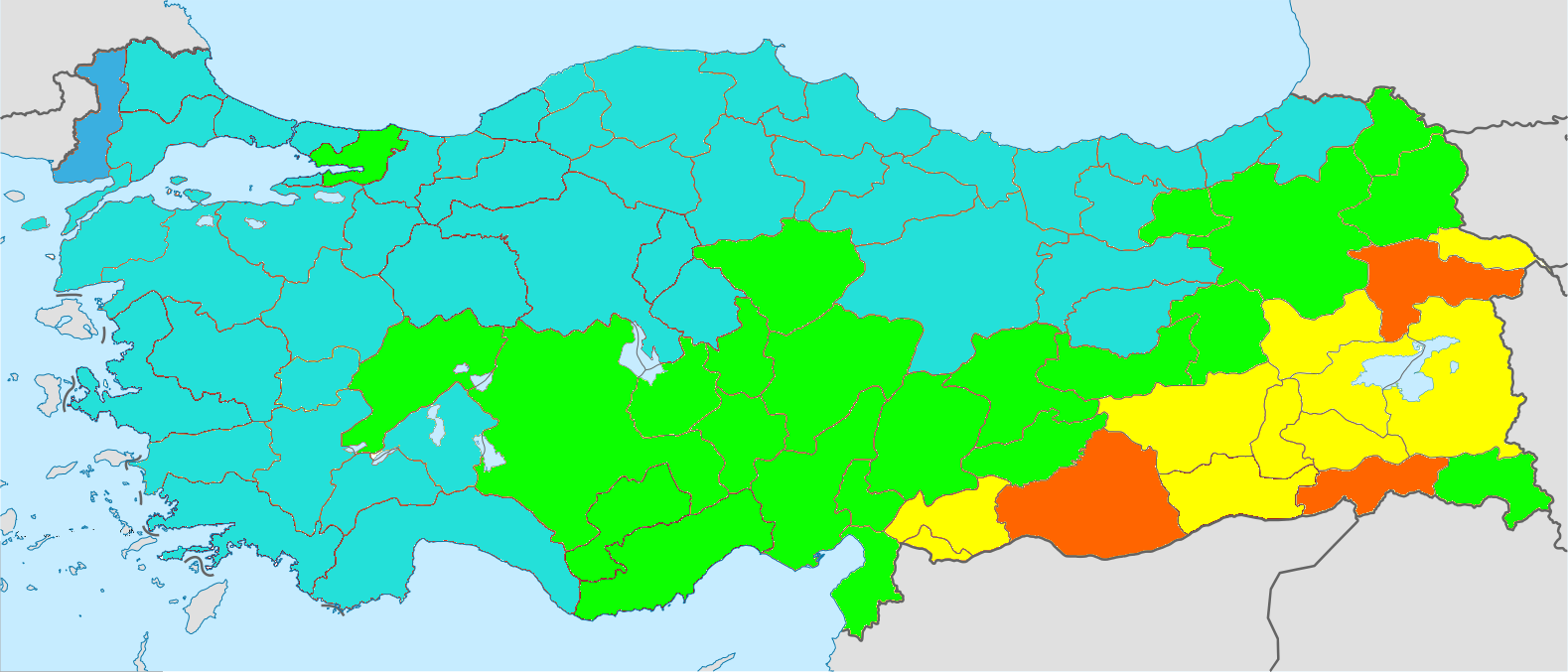
نرخ رشد جمعیت در مناطق مختلف ترکیه (۲۰۱۳).
4-5
3-4
2-3
1.5-2
1-1.5

همان‌طور که در نقشه سال ۲۰۱۳ ترکیه مشخص شده است رشد جمعیتی کردها دست کم دو تا سه برابر مناطق ترک نشین در ترکیه است.

## نقشه‌ها

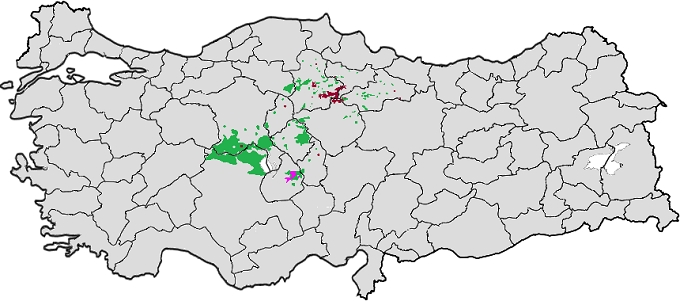
کردها در ناحیه آناتولی مرکزی
نقشه زبان‌های کردی